# Karmaskały
Karmaskały (ros. Кармаскалы́, baszk. Ҡырмыҫҡалы) – wieś (ros. село, trb. sieło) w Rosji, w Baszkortostanie. W 2010 roku liczyła 8540 mieszkańców.